# Viola insignis
Viola insignis är en violväxtart som beskrevs av C. Richter. Viola insignis ingår i släktet violer, och familjen violväxter. Inga underarter finns listade i Catalogue of Life.